# Waiting for Love (Avicii)
Waiting for Love è un singolo del DJ svedese Avicii, pubblicato il 22 maggio 2015 come primo estratto dal secondo album in studio Stories.
Il brano è stato suonato all'Ultra Music Festival di Miami sia da Avicii che da Martin Garrix e questo ha portato a speculazioni sul fatto che fosse una loro collaborazione; in realtà Martin Garrix ha solo co-scritto e prodotto il brano.

## Descrizione
La canzone è stata composta da Avicii e Martin Garrix con la collaborazione vocale di Simon Aldred dei Cherry Ghost, anche se all'inizio si pensava che la voce fosse quella di John Legend.

## Video musicale
Il brano ha tre videoclip. Il primo, un lyric video, è a cartone animato ed è stato pubblicato il 22 maggio e racconta di un cane e il suo padrone allontanati dalla guerra e poi ritrovatisi dopo diversi anni. Il secondo, pubblicato il 28 maggio, è un video a 360° e primo del suo genere a essere usato come video musicale: riprende un gruppo di ballerini impegnati a danzare sulle note della canzone. L'ultimo, quello ufficiale, viene pubblicato il 26 giugno e racconta la storia, la quale può essere intesa in vari modi a seconda della sensibilità e del gusto dello spettatore, di un anziano alla ricerca della moglie scomparsa.

## Tracce
Album
1. Waiting for Love (Album Version) – 3:50

Download Digitale
1. Waiting for Love (Radio Edit) – 3:48
2. Waiting for Love (Extended Mix) – 5:24

Remixes EP Pt. I
1. Waiting for Love (Carnage & Headhunterz Remix) – 4:52
2. Waiting for Love (Sam Feldt Remix) – 5:16
3. Waiting for Love (Tundran Remix) – 3:40
4. Waiting for Love (Prinston & Astrid S Acoustic Version) – 3:21
5. Waiting for Love (Autograf Remix) – 4:47
6. Waiting for Love (Marshmello Remix) – 4:33

Remixes EP Pt. II
1. Waiting for Love (Astma & Rocwell Remix) – 3:47
2. Waiting for Love (Addal Remix) – 3:45
3. Waiting for Love (Fabich Remix) – 3:44

## Classifiche

### Classifiche settimanali
| Classifica (2015) | Posizione massima |
| ----------------- | ----------------- |
| Australia         | 15                |
| Austria           | 1                 |
| Belgio (Fiandre)  | 15                |
| Belgio (Vallonia) | 10                |
| Canada            | 49                |
| Danimarca         | 5                 |
| Finlandia         | 2                 |
| Francia           | 14                |
| Germania          | 8                 |
| Irlanda           | 2                 |
| Italia            | 9                 |
| Lussemburgo       | 5                 |
| Norvegia          | 1                 |
| Nuova Zelanda     | 15                |
| Paesi Bassi       | 5                 |
| Polonia           | 5                 |
| Portogallo        | 44                |
| Regno Unito       | 6                 |
| Repubblica Ceca   | 2                 |
| Slovacchia        | 2                 |
| Slovenia          | 8                 |
| Spagna            | 13                |
| Svezia            | 1                 |
| Svizzera          | 7                 |

### Classifiche di fine anno
| Classifica (2015) | Posizione |
| ----------------- | --------- |
| Australia         | 75        |
| Austria           | 20        |
| Belgio (Fiandre)  | 65        |
| Belgio (Vallonia) | 72        |
| Danimarca         | 30        |
| Francia           | 69        |
| Germania          | 32        |
| Italia            | 22        |
| Paesi Bassi       | 25        |
| Polonia           | 47        |
| Spagna            | 39        |
| Svezia            | 8         |
| Svizzera          | 25        |
| Classifica (2018) | Posizione |
| Svezia            | 90        |